# سن-آلکسی-دو-ماتاپدیا، کبک
سن-آلکسی-دو-ماتاپدیا (به فرانسوی: Saint-Alexis-de-Matapédia) شهری در منطقه شهری آوینیون ناحیه گاسپزی-ایل-دو-لا-مادلن در استان کبک کانادا است. در سرشماری سال ۲۰۱۱ این شهر ۶۳۵ نفر جمعیت داشته‌است و مساحت آن ۸۳٫۳۷ کیلومتر مربع است.